# Tweede Slag bij Donaldsonville
De Tweede Slag bij Donaldsonville vond plaats op 28 juni 1863 in Ascension Parish, Louisiana tijdens de Amerikaanse Burgeroorlog.

## Achtergrond
Op 28 juni 1863 gaf de Zuidelijke brigadegeneraal Jean Alfred Mouton de opdracht aan brigadegeneraal Tom Green en kolonel James P. Major om met hun brigades Donaldsonville, Louisiana in te nemen. Om hier in te slagen moesten de Zuidelijken eerst Fort Bulter in nemen.

## De slag
In de nacht van 27 juni naderden de eenheden onder Green het fort tot op een 2 km. De aanval op Fort Butler zou kort na middernacht ingezet worden. De aanval verliep succesvol totdat de Zuidelijken op een voor hen onbekende gracht stootten. Deze gracht was zeer moeilijk om te overbruggen. Het Noordelijk garnizoen kreeg ook de hulp van een kanonneerboot, de USS Princess Royal. Dit schip opende het vuur op de Zuidelijken. Na enkele vruchteloze pogingen van de Zuidelijken om het fort in te nemen, trokken ze zich terug.

## Gevolgen
Dit fort en vele andere steunpunten langs de Mississippi bleven in Noordelijke handen. De Zuidelijken slaagden er niet in om deze punten in te nemen.

## Bron
- National Park Service - Donaldsonville

 Fort Sumter · Santa Rosa Island · Fort Pulaski · Forten Jackson en St. Philip · New Orleans · Secessionville · Simmon's Bluff · Tampa · Baton Rouge · 1ste Donaldsonville · St. John's Bluff · Georgia Landing · 1ste Fort McAllister · Fort Bisland · Irish Bend · Vermillion Bayou · 1ste Charleston Harbor · 1ste Fort Wagner · Grimball's Landing · 2de Fort Wagner · 2de Charleston Harbor · 2de Fort Sumter · Plains Store · Port Hudson · LaFourche Crossing · 2de Donaldsonville · Kock's Plantation · Stirling's Plantation · Fort Brooke · Gainesville · Olustee · Natural Bridge